# Диогенит
Диогениты — тип каменных метеоритов-ахондритов, являющихся подгруппой HED-метеоритов. Представляют собой обеднённые кальцием базальтовые ахондриты, почти полностью состоящие из высокомагнезиального пироксена (гиперстена) и, в незначительных количествах, плагиоклаза и оливина. Известно около 40 метеоритов этой группы.
Считается, что диогениты состоят из магматических пород, образовавшихся глубоко в коре астероида (4) Веста, где, по мере остывания астероида, происходила их медленная кристаллизация в форме кристаллов. Эти кристаллы состоят в первую очередь из магния и ортопироксена, с небольшим количеством плагиоклаза и оливина.
Своё название эти метеориты получили в честь Диогена Аполлонийского, древнегреческого философа, который первым предположил внеземное происхождение метеоритов.